# الدوري الكويتي 2007–08
أقيمت بطولة الدوري الكويتي السادسة والأربعون في موسم 2007/2008، وشارك في البطولة 9 أندية بشكل أستثنائي، حيث كان من المفترض أن تلعب مباراة فاصلة لتحديد الفريق الذي سيهبط إلى الدرجة الأولى بين نادي العربي الكويتي ونادي التضامن الكويتي، ولكن تم إلغاء هذه المباراة، ولذلك هبط ناديين إلى الدرجة الأولى بينما تأهل نادي واحد إلى الدرجة الممتازة، وقد فاز نادي الكويت بلقب الدوري للمرة العاشرة في تاريخه والثالثة على التوالي، وقد هبط إلى الدرجة الأولى نادي الساحل الكويتي ونادي الجهراء وتأهل نادي الشباب الكويتي، وقد توج أحمد عجب مهاجمنادي القادسية الكويتي بلقب هداف الدوري برصيد 14 هدف.

## الأندية المشاركة في الدوري
| الفريق                | سنة التأسيس | مرات الحصول على الدوري | المدرب                         |
| --------------------- | ----------- | ---------------------- | ------------------------------ |
| نادي العربي الكويتي   | 1961        | 16                     | خوسيه فيرناندو راشاو           |
| نادي القادسية الكويتي | 1961        | 11                     | خوسيه أنتونيو غاريدو           |
| نادي الكويت           | 1961        | 9                      | رادان غاسانين                  |
| نادي كاظمة            | 1964        | 4                      | مارينكو كولجانين \ آدم مرجان   |
| نادي السالمية         | 1964        | 4                      | مانويل نيكا \ محمد إبراهيم     |
| نادي الجهراء          | 1966        | 1                      | غليفص العجمي \ ألكسندر كليبر   |
| نادي التضامن الكويتي  | 1965        | 0                      | جواو كارلوس بيريرا             |
| نادي النصر الكويتي    | 1965        | 0                      | فرناندو ماركيز \ مسير العدواني |
| نادي الساحل الكويتي   | 1967        | 0                      | تسليو أوريل                    |

## ترتيب الفرق
| الفريق                | لعب | فاز | تعادل | خسر | له | عليه | النقاط |
| --------------------- | --- | --- | ----- | --- | -- | ---- | ------ |
| نادي الكويت           | 16  | 11  | 2     | 3   | 25 | 10   | 35     |
| نادي القادسية الكويتي | 16  | 10  | 4     | 2   | 33 | 11   | 34     |
| نادي السالمية         | 16  | 10  | 4     | 2   | 29 | 14   | 34     |
| نادي العربي الكويتي   | 16  | 8   | 3     | 5   | 25 | 13   | 27     |
| نادي كاظمة            | 16  | 8   | 3     | 5   | 28 | 18   | 27     |
| نادي التضامن الكويتي  | 16  | 4   | 4     | 8   | 13 | 26   | 16     |
| نادي النصر الكويتي    | 16  | 4   | 3     | 9   | 16 | 31   | 15     |
| نادي الساحل الكويتي   | 16  | 2   | 2     | 12  | 10 | 32   | 8      |
| نادي الجهراء          | 16  | 1   | 3     | 12  | 13 | 37   | 6      |

## هداف الدوري
14 هدف
- أحمد عجب (نادي القادسية)

10 أهداف
- بشار عبد الله (نادي السالمية)
- فراس الخطيب (نادي العربي)

 9 أهداف
- زياد الجزيري (نادي الكويت)

## أرقام من البطولة
- أكثر الفرق تحقيقا للانتصارات هو نادي الكويت ب11 انتصار.
- أقل الفرق تحقيقا للانتصارات هو نادي الجهراء بفوز واحد.
- أكثر الفرق تعرضا للتعادل هم نادي التضامن الكويتي ونادي السالمية ونادي القادسية الكويتي ب4 تعادلات.
- أقل الفرق تعرضا للتعادل هم نادي الكويت ونادي الساحل الكويتي بتعادلين.
- أقل الفرق تعرضا للخسارة هما نادي القادسية الكويتي ونادي السالمية بخسارتين.
- أكثر الفرق تعرضا للخسارة هما نادي الساحل الكويتي ونادي الجهراء ب12 هزيمة.
- أكثر الفرق تسجيلا للأهداف هو نادي القادسية الكويتي ب33 هدف.
- أقل الفرق تسجيلا للأهداف هو نادي الساحل الكويتي ب10 أهداف.
- أكثر الفرق تعرضا للأهداف هو نادي الجهراء ب37 هدف.
- أقل الفرق تعرضا للأهداف هو نادي الكويت ب10 أهداف.
- ثلاثة لاعبين استطاعوا تسجيل ثلاثية في الدوري، وهم فرج لهيب على نادي الجهراء وفراس الخطيب على نادي الجهراء وأحمد عجب على نادي الجهراء أيضا.
- تم لعب 72 مباراة في الدوري، وسجل 188 هدف، ورفعت البطاقة الصفراء 208 مرات ورفعت البطاقة الحمراء 22 مرة.[1]

## جوائز الدوري
- جائزة جاسم الحميضي لهداف الدوري (1000 دينار كويتي) : أحمد عجب برصيد 14 هدف.
- جائزة عبد الرحمن البكر لأفضل حكم في دوري الدرجتين (600 دينار) : ناصر العنزي [2]

## أبرز الأحداث في البطولة
- في يوم 7 مارس 2008 في مباراة نادي الكويت ونادي الجهراء، انتهت المباراة قبل نهاية الوقت الأصلي وذلك لعدم قانونية مشاركة نادي الجهراء حيث لم يكمل النادي العدد القانوني من اللاعبين، وكانت النتيجة تشير في ذلك الوقت إلى تقدم نادي الكويت بهدفين مقابل لا شيء.[3]